# Linha F do Metropolitano do Porto
 
Senhor de Matosinhos ↔ Fânzeres
Nome popular: Linha de Rio Tinto
Tempo de viagem: 59 minutos
Melhor frequência: 12 minutos
Comprimento: 22,60 km
A Linha F, ou Linha Laranja conhecida por linha de Rio Tinto, é desde janeiro de 2011, a sexta linha a operar pela Metro do Porto, em Portugal, que liga Fânzeres (Gondomar) a Campanhã e que efetua serviço no tronco comum até à Senhora da Hora. A abertura da linha acrescentou 10 novas estações à rede existente.

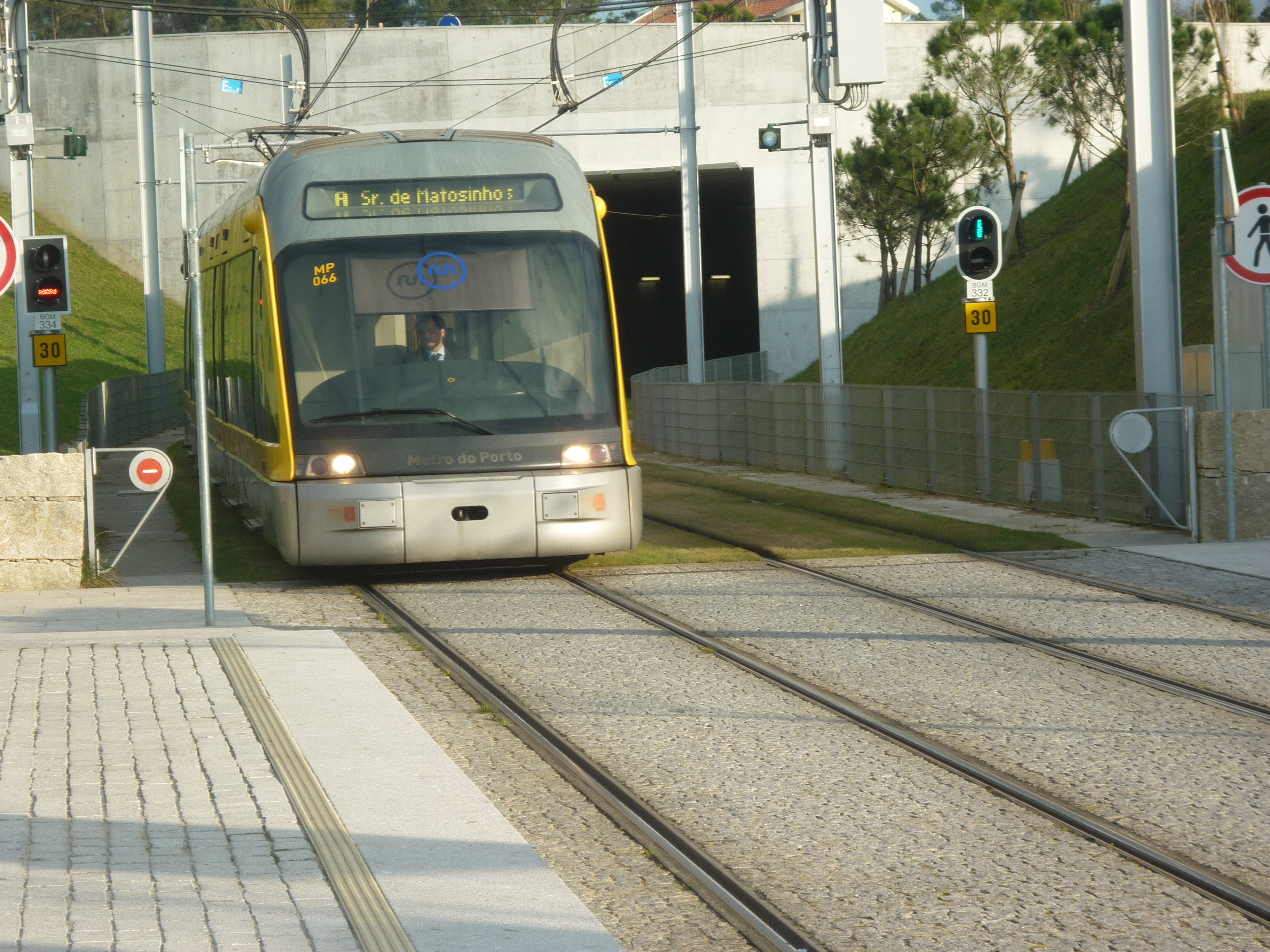
Metro do Porto a chegar à estação de Baguim.

## História
Com a consignação da empreitada de construção da Linha F ao consórcio Somague/Soares da Costa/Mota Engil/Monte Adriano/Efacec, arranca a Segunda Fase do sistema do Metro do Porto. O troço Estádio do Dragão – Fânzeres da Linha F é o primeiro de um conjunto de investimentos programado para os próximos anos e que virão praticamente duplicar a atual extensão da rede do Metro do Porto.
A construção da Linha F, adjudicada àquele consórcio pelo valor de 97,5 milhões de euros, tem um prazo de execução de 560 dias. O valor total deste investimento, incluindo projeto e expropriações, ascende a 135 milhões de euros.
Esta nova linha de Metro, servindo a zona Este da Área Metropolitana do Porto, tem um comprimento aproximado de 7 quilómetros e integra 10 novas estações de superfície.
O traçado definido entre a Estação Estádio do Dragão e a Estação Fânzeres, serve zonas de elevada densidade populacional. Entre aquelas duas estações, a linha descreve um «V» invertido: partindo da freguesia de Campanhã, ainda no Porto, segue para Norte até Rio Tinto e Baguim do Monte, descendo depois até Cabanas. Cerca de um quilómetro do trajeto faz-se em túnel – cruzando a fronteira entre o Porto e Gondomar e evitando conflitos com as linhas da CP e com a Estrada da Circunvalação.
À superfície, a integração do Metro na paisagem é feita de um modo ambientalmente harmonioso e seguro. O relatório de conformidade ambiental aprovado pela Agência Portuguesa do Ambiente valida todas as opções do projetista em matéria de inserção urbana.
Todas as estações do Metro construídas no concelho de Gondomar vão ser servidas por parques de estacionamento. Cada qual terá uma capacidade média de cem lugares, promovendo a intermodalidade e facilitando a entrada no sistema.

## Veículos
Esta Linha é servida pelos Flexity Outlook Eurotram da série 001-072 da Metro do Porto.

## Entrada ao serviço
A abertura comercial da linha laranja até Fânzeres foi a 2 de janeiro de 2011, com uma extensão adicional de 7,14Km. 
Durante 2 dias, a Metro do Porto ofereceu viagens entre Contumil e a estação terminal, Fânzeres, para que a população pudesse conhecer a nova linha. 

## Serviço
Durante a fase de projeto, o troço Estádio do Dragão - Fânzeres era uma extensão da já existente linha A . No entanto, poucos meses antes da inauguração foi anunciado que seria criada a linha F, que passava a ligar, sem transbordo, as estações da Senhora da Hora e de Fânzeres, sendo que o seu serviço poderia ser assegurado por qualquer um dos serviços das linhas já existentes . Apesar de tudo, nos primeiros meses de funcionamento, as viagens foram realizadas de forma alternada apenas pelos serviços das linhas A e E.
No verão de 2011, dada a necessidade de aumentar a frequência da linha nas horas de ponta, a maioria das viagens passaram a ser asseguradas pelo serviço da linha A. Apenas no período noturno, quando o serviço da linha A terminava na Trindade, é que este era assegurado pela linha E.
No verão de 2019, com o encurtamento da linha E à Trindade, todas as viagens da linha F foram asseguradas pelo serviço da linha A, incluindo no período noturno. Ainda assim, existiam alguns veículos a partir do Aeroporto com destino a Fânzeres, particularmente no fim da ponta da manhã e no início e fim da ponta da tarde. Apenas aos domingos, era possível ver o serviço Linha F, de facto, a ser realizado. Como a frequência era de 20 min na Linha F, depois das 15:00, não era possível enquadrar todos os veículos da Linha A no troço da Linha F, dado que a frequência desta era de 15 min. Com isto, aparecia nos veículos a bandeira F - Senhora da Hora e F - Fânzeres. 
Em março de 2020, devido à pandemia de COVID-19, a linha F viu a sua frequência reduzida para 30 minutos e em maio para 15 minutos nas horas de ponta.

### Atualmente
Todas as viagens da linha F são asseguradas pelo serviço da linha A, com a exceção da última viagem no sentido Fânzeres, que é assegurada pela linha E. Ainda a sentir os efeitos da pandemia, a frequência da linha F é agora de 12 minutos nas horas de ponta.
|                    | 06-07 | 07-08 | 08-09 | 09-10 | 10-11 | 11-12 | 12-13 | 13-14 | 14-15 | 15-16 | 16-17 | 17-18 | 18-19 | 19-20 | 20-21 | 21-22 | 22-23 | 23-00 | 00-01 |
| ------------------ | ----- | ----- | ----- | ----- | ----- | ----- | ----- | ----- | ----- | ----- | ----- | ----- | ----- | ----- | ----- | ----- | ----- | ----- | ----- |
| Dias Úteis         | 30    | 12    | 12    | 12    | 15    | 15    | 15    | 15    | 15    | 15    | 15    | 12    | 12    | 12    | 30    | 30    | 30    | 30    | 30    |
| Sábados            | 30    | 30    | 30    | 30    | 30    | 30    | 30    | 30    | 30    | 30    | 30    | 30    | 30    | 30    | 30    | 30    | 30    | 30    | 30    |
| Domigos e Feriados | 30    | 30    | 30    | 30    | 30    | 30    | 30    | 30    | 30    | 30    | 30    | 30    | 30    | 30    | 30    | 30    | 30    | 30    | 30    |

1. ↑  «🇵🇹Ⓜ️ Metro do Porto - Linha A Senhor de Matosinhos ➜ Fânzeres (janela da esquerda)». YouTube. 28 de fevereiro de 2020. Consultado em 29 de abril de 2025
2. ↑  «🇵🇹Ⓜ️ Metro do Porto - Linha A - Fânzeres ➜ Senhor de Matosinhos». YouTube. 9 de julho de 2021. Consultado em 29 de abril de 2025
3. ↑  «🇵🇹Ⓜ️ Metro do Porto - Linha A - Senhor de Matosinhos ➜ Fânzeres - câmera frontal». YouTube. 15 de junho de 2020. Consultado em 29 de abril de 2025